# ドッペルゲンガー (映画)
『ドッペルゲンガー』は、2003年に公開された黒沢清監督の日本映画。ドイツ神話などに根拠を持つ「ドッペルゲンガー」に関する物語。ある企業の研究員が自分の分身＝ドッペルゲンガーを見たことから始まるユーモラスなサスペンス映画である。

## ストーリー
永井由佳（永作博美）は、デザイン関係の仕事に就いている。彼女には隆志（鈴木英介）という引きこもりがちの弟がいたが、彼女は今、自殺した彼のドッペルゲンガーと一緒に暮らしている。一方、早崎道夫（役所広司）は、医療機器メイカーの技師として、意思だけで動かせる義手がついた車椅子のようなロボットの開発を続けているが、突然、自分自身のドッペルゲンガーと出会うことになる。ある日、隆志のドッペルゲンガーは、その存在を知った早崎のドッペルゲンガーに撲殺される。彼の凶暴な振る舞いを止めるために、早崎は自身のドッペルゲンガーを撲殺し、工場の床下に埋める。
ロボットで儲けようと企む君島（ユースケ・サンタマリア）は、彼らの隙をついてロボットを強奪する。君島に轢き殺されたかにみえた早崎は、由佳と一緒に、彼を追いかける。廃墟での逃亡と追跡の末、早崎は昏倒する君島に銃を向けるが、由佳が復讐を思いとどまらせる。ロボットを取り戻した早崎と由佳は、廃墟をあとにする。崖に辿り着いた二人は、ロボットをトラックから降ろし、ロボットに投身自殺させる。早崎と由佳は肩を並べて一本道を歩いてゆく。

## キャスト
- 早崎道夫：役所広司
- 永井由佳：永作博美
- 君島：ユースケ・サンタマリア
- メディコム産業社員：ダンカン
- 青木助手：戸田昌宏
- 高野助手：佐藤仁美
- 村上：柄本明
- 永井隆志：鈴木英介

## スタッフ
- 監督：黒沢清
- 脚本：黒沢清、古澤健
- 音楽：林祐介
- エンディング・テーマ演奏：Pe’z
- 配給：アミューズピクチャーズ
- 製作：「ドッペルゲンガー」製作委員会（トワーニ（東芝、ワーナー・ブラザース映画、日本テレビ放送網）、アミューズピクチャーズ、日本テレビ音楽、ツインズジャパン）

## 製作
黒沢清監督の前作『アカルイミライ』と同じく、デジタルビデオで撮影されている。

## ソフト化
発売元はアミューズピクチャーズ、販売元はアミューズソフトエンタテインメント。
- ドッペルゲンガー DVD（1枚組、2004年4月23日発売）
  - 映像特典
    - メイキング「もうひとつの分身」
    - VFXメイキング「VFX OF ドッペルゲンガー」（解説付）
    - インタビュー（監督：黒沢清、役所広司、永作博美、ユースケ・サンタマリア）
    - 黒沢清&篠崎誠 超常対談
    - 未公開シーン「幻のシーン81」
    - 「メディカルサイエンス社」のVPフルバージョン
    - 釜山映画祭舞台挨拶
    - 初日舞台挨拶
    - PE'Z「アンダルシア -Andalucia-」プロモーション映像
    - 劇場予告編
    - TVスポット

  - 音声特典
    - オーディオコメンタリー「黒沢組の現場」